# Cephalocrotonopsis socotranus
Cephalocrotonopsis socotranus är en törelväxtart som först beskrevs av Isaac Bayley Balfour, och fick sitt nu gällande namn av Ferdinand Albin Pax. Cephalocrotonopsis socotranus ingår i släktet Cephalocrotonopsis och familjen törelväxter. Inga underarter finns listade i Catalogue of Life.